# Iparosok Olvasótára
Az Iparosok Olvasótára a 19. század végi – 20. század eleji magyar műszaki és közismereti könyvsorozat volt.

## Története
A sorozat kötetei Lampel Róbert (Wodianer Fülöp és Fiai) Császári és Királyi Könyvkereskedése kiadásában Budapesten jelentek meg 1895 és 1917 között Mártonffy Márton és Szterényi József szerkesztésében. A sorozat megjelentetését a vallás- és közoktatásügyi és kereskedelemügyi minisztériumok támogatták; füzetenkénti ára 1895-ben 30 krajcár volt. A vallás- és közoktatásügyi miniszter 1896. április hó 27-én kelt 21347. számú rendeletében azt ajánlotta, hogy az iparos- és kereskedőtanulókat az „Iparosok olvasótárá"-nak egyes füzeteivel jutalmazzák szorgalmukért.
A Vasárnapi Ujság szerint a sorozat alkalmazkodott a gyakorlati élet követelményeihez, és „nagy szolgálatokat tett a magyar iparosság kultúrájának.”
Ennek mintájára indította el a Kézművesipartörténeti Egyesület 2002-ben az Ipartörténeti Könyvtár című sorozatot.

## Kötetei

### I. évfolyam
- 1. sz. Gelléri Mór: Mit jelent és milyen lesz az ezredéves kiállítás? Vázlatos kép a jövőből. Az ezredéves kiállítás tervrajzával. (51 l.)
- 2. sz. Vigh Albert: Népszerű építéstan. I. Kőszerkezet. 71 táblával. (53 l.)
- 3. sz. Dr. Váli Béla. Iparunk ujraébresztése. (50 l.)
- 4–5. sz. Szegedi Árpád: Népszerű textil-ipar. I. A gyapjú feldolgozása. (95 l.)
- 6. sz. Mosdósy Imre: Művészet az iparban. (62 l.)
- 7–8. sz. Tetmajer Károly: A gőzkazánok kezelése. (89 l. és 4 tábla.)
- 9. sz. Pechány Adolf: Iparos káté. (46 l.)
- 10. sz. György Aladár: Magyarország vidéki városai ipari szempontból. (53 l. és 2 tábla.)

### II. évfolyam
- 1. sz. Mudrony Soma: A munka szerepe a közgazdaságban. (56 l.)
- 2. sz. Edvi Illés Aladár: A középkor vasművessége. I. rész. Román stílus. (46 l.)
- 3–4. sz. Hasznos olvasmányok. Írták Benedek Elek, dr. Matlekovits Sándor, Rákosi Jenő, dr. Váczy János, Strausz Adolf, dr. Hankó Vilmos, dr. Szterényi Hugó, Straub Sándor, dr. Kunos Ignác, dr. Sajó Károly, Gaul Károly, György Aladár, dr. Ráth Zoltán, Nagy Gyula, Rohonyi Géza. (86 l.)
- 5–6. sz. Hinsenkamp Bernát: Népszerű mechanika. (124 l.)
- 7. sz. Edvi Illés Aladár: A középkor vasművessége. II. rész. Csúcsives (góth) stílus. (56 l.)
- 8–9. sz. Gaul Károly: A faipar köréből. (67 l.)
- 10. sz. Dr. Szterényi Hugó: Apróságok a természettudományok köréből. Első sorozat. (48 l.)

### III. évfolyam
- 1. sz. Szterényi Hugó: Az iparban szereplő ásványok. Első sorozat. A kőszén. A petroleum. (8-r. 49 l.)
- 2–4. sz. Weyde J. Ferenc: Az elektromotorok és azok alkalmazása a kisiparban. I. rész. A villamos munkaátvitel elvei és az egyirányú áramú motorok. (132 l.)
- 5–6. sz. Hasznos olvasmányok. A közleményeket írták Szathmáry György, Makoldy Sándor, dr. Hankó Vilmos, dr. Farkas Jenő, dr. Sajó Károly, Gaul Károly, dr. Schnierer Gyula, Benedek Elek, dr. Márki Sándor, Strausz Adolf
- 7. sz. Hankó Vilmos: Olvasmányok az ipar-chemia köréből. I. (48 l.)
- 8. sz. Edvi Illés Aladár: A reneszánsz korszakának vasművessége. 99 szövegábrával. (48 l.)
- 9–10. sz. Hasznos olvasmányok. A közleményeket írták dr. Szterényi Hugó, György Aladár, dr. Ferenczi Zoltán, dr. Hankó Vilmos, dr. Schnierer Gyula, Straub Sándor és Zulavski Andor. (96 l.)

### IV. évfolyam
- 1. sz. Szterényi Hugó: Apróságok a természettudományok köréből. II. sorozat. (48 l.)
- 2–3. sz. Edvi Illés Aladár: A XVII–XIX. század vasművessége. 138 szövegábrával. (96 l.)
- 4–5. sz. Weyde J. Ferenc: Az elektromótorok és azok alkalmazása a kisiparban. II. rész. A váltakozó- és többfázisárammótorok. (102 l.)
- 6–7. sz. Strausz Adolf: Bosznia és Herczegovina gazdasági és néprajzi leírása. (96 l.)
- 8. sz. Hankó Vilmos: Olvasmányok a chemia és az ipar-chemia köréből. II. Számos képpel. (48 l.)
- 9–10. Hasznos olvasmányok. Írták dr. Márki Sándor, Róna Béla, Hidvégi Benő, Herman Ottó, Sajó Károly, dr. Hankó Vilmos, Jánó Lajos, Helm Ervin, Zulavski Andor és Valentényi György. (92 l.)

### V. évfolyam
- 1. sz. Szterényi Hugó: Az iparban szereplő ásványok. II. sorozat. A grafit. Az asbest. (47 l.)
- 2. sz. Csizik Gyula: A művészetek történetéből. Általánosak. Történeti áttekintés. Az ó-görög szobrászatról. A pompeji festészetről. A reneszánsz. (60 l.)
- 3. sz. Csopey László: Elektromos elemek és akkumulátorok. 24 ábrával. (47 l.)
- 4–5. sz. Strausz Adolf: Románia gazdasági és néprajzi leírása. Magyar iparosok részére. (95 l.)
- 6. sz. Szterényi Hugó: Apróságok a természettudományok köréből. III. sorozat. (48 l.)
- 7–8. sz. Hasznos olvasmányok. Írták Csathó Imre, Palazovsky Ödön L. A., Pantó János, dr. Kertész Kálmán, Valentényi György, Perjessy Lajos, Zulavski Andor, Csényi Gyula és Jánó Lajos. (85 l.)
- 9. sz. Csizik Gyula: Az ipar történetéből. (Az ipartörténetről. A művészi ipar hajdan. A nyomdászat kezdete. Egy fejezet az iparkiállitások történetéből. Az utolsó század.) 19 ábrával. (52 l.)
- 10. sz. Hankó Vilmos: Az iparos kincses könyve. Hasznos tudnivalók az ipar egyes ágainak köréből. (48 l.)

### VI. évfolyam
- 1–3. sz. Strausz Adolf: Páris és az 1900-iki világkiállítás. (142 l.)
- 4–5. sz. Hasznos olvasmányok. A közleményeket írták Rákosi Viktor, Gelléri Mór, Vészi József, Péter János, Józsa Antal, Valentényi György, Zulavszki Andor, Scossa Dezső, Széchy Ákos, Vaday József, Firbás Nándor, Heller Károly, Vaszkó György és Bánfi János. (98 l.)
- 6. sz. Hankó Vilmos: Az iparos kincses köve. Hasznos tudnivalók minden szakmabeli iparos számára. II. füzet. (48 l.)
- 7. sz. Kelemen Géza. Közgazdasági képek Nyugat-Európából. (56 l.)
- 8–9. sz. Hasznos olvasmányok. A közleményeket írták Gelléri Mór, Lőrinczy György, Bánfi János, Pacséri Károly, Jánó Lajos, Neményi Imre, Erdélyi Gyula, Hidvégi Benő, Péter János, Jónás János, Vaszkó György és Reemann Gábor. (96 l.)
- 10. sz. Körömy Árpád: Hazánk iparviszonyairól. A céhek szabályozásáról a mohácsi vészig 1376–1426. (40 l.)

### VII. évfolyam
- 1. és 2. sz. Strausz Adolf: Bulgária ipara. 1901
- 3. sz. Tarczai György: Régi magyar művészek és mesteremberek. 1901
- 4. sz. Hankó Vilmos, dr.: Régi magyar tudósok, tudós eszközök és találmányok. (48 l.) 1901
- 5. és 6. sz. Hasznos olvasmányok. Földes Géza: Nagy Péter cár és kora – Dr. Széchy Ákos: Ha elfogy a kőszén. – Scossa Dezső: Egy gyámoltalan legény. – Heller Richárd: Az ősidők ipara. – Vaszkó György: A bortermő szőlő. – Erdélyi Gyula: Kalászok a magyar ipar történetéből. – Mosdóssy Imre. Az arany és ezüst. – Vaday József: Tanoncnevelés. (95 l.) 1901
- 7. sz. György Aladár: A kisiparos pusztulása. (47 l.) 1901
- 8. sz. Kelemen Géza: A Mikádó országa. (44 l.) 1901
- 9. és 10. sz. Hasznos olvasmányok: Gelléri Mór: A magyar ipar a párisi kiállításon. – Földi Jenő: Az első székely szövőgyár Sepsiszentgyörgyön. – Dr. Neményi Imre: A hű barátság. – Földes Géza: Kőrösi Csoma Sándor. – Pentsy József: Jegyzetek a művészetek történetéből. – Seemann Gábor: A stájer bányavidékről. – Erdély Gyula: Régi képek. Bánfi János. A kenyér. – Lőrinczy György: Ipar és iparos. – Csiki Lajos: Az iparosság erkölcsi méltatása. – Merényi Kálmán: Velence ipartörténetéből. (96 l.) 1901

### VIII. évfolyam
- 1–2. sz. Nagy Béla, dr.: Iparosok egészsége. (Általános higiéna.) (90 l.) 1901
- 3–4. sz. Ottó Ede, dr: A német kézművesség történetéből. Fordította Bánfi János. (91 l.) 1901
- 5–6. szám. Hasznos olvasmányok: Lőrinczy György: A diadalmas ipar. – Szmollény Károly: A jó iparos. – Seemann Gábor: Az iparban előforduló mérgekről. – Erdélyi Gyula: A tevékeny szeretet. – Várnay Sándor: A magyar ipar úttörői életéből. – Tarczai György: Mesteremberek vándorlása a XVII. században. – Heller Richárd: Az ó- és újkori természettudomány csodái. – Dr. Széchy Ákos: A kaucsukról. – Várnay Sándor: A magyar mészárosság emléke. – Kerekes György: A kassai polgárok küzdelme jogaikért a XVII. században. (96 l.) 1902
- 7–8. sz. Körömy Árpád: Közgazdasági viszonyaink a vegyes-házból származott királyaink korában. 1301–1626. – Bánfi János: A régi német kézművesek életéből. Dr. Ottó Ede után. (91 l.) 1902
- 9–10. sz. Hasznos olvasmányok: Lőrinczy György: Az iparos otthon. – Dömötör István: A modern iparművészet. – Jánó Lajos: Kovács Pál. – Vaszkó György: A természet és az ipar. – Seemann Gábor: Töredék egy iparos életéből. – Tarczai György: Magyar régiségek. – Dr. Mártonfy Marcel: A magyar polgári törvénykönyv tervezete és a munkásvédelem. – Pentsy József: A színekről. – Vértesy Sándor: Az ékkövek mythikus és babonás szerepéről. – Kerekes György: Egy céhes legény védelme 1631-ben. (95 l.) 1902

### IX. évfolyam
- 1–2. sz. Strausz Adolf: Szerbia közgazdasági viszonyai. (91 l.) 1903
- 3–4. sz. Schatz Dezső, dr.: A kisipari motorok szerepe a nemzetgazdaságban. Különös tekintettel a kisipari motorok beszerzési és üzemköltségeinek kiszámítására, ipartelepek berendezésére. (87 l.) 1903
- 5–6. sz. Hasznos olvasmányok: Kerekes György: A legrégibb magyar gazdasági törvények. – Leszner Rudolf: A vízről. – Földi Jenő: A jobb és bal. – Heller Richárd: A hangok világából. – Hidvégi Benő: Az emberirtó. – Seemann Gábor: A cukorgyártásról. – Tarczai György: Elbeszélések régi mesteremberek világából. (96 l.) 1903
- 7. sz. Kelemen Géza: A nemzetek küzdelme a gazdasági vezérszerepért. (47 l.) 1903
- 8. sz. Fehér János: Az őskori ipar történetéből. – Kemény Lajos: Régi képek. (47 l.) 1903
- 9–10. sz. Hasznos olvasmányok: Bánfi János: Magyar mesterlegények a XVII. században. – Tarczai György: Elbeszélések régi mesterembereink világából. – Seemann Gábor: Vakolat és cement. – Mosdóssy Imre: Ipari forgalom hazánkban. – Vértesy Sándor: A céhekről általában és a miskolci szűcs-céh. – Dömötör István: Acélkirály. Ágyúkirály. (98 l.) 1903

### X. évfolyam
- 1–2. sz. Körömi Árpád, dr.: Közállapotaink a XVI. században. (80 l.) 1904
- 3. sz. Somogyi Béla: Godin János András és a Guise-i familisterium. (62 l.) 1904
- 4–5. sz. Hasznos olvasmányok: Gelléri Mór: Az iparos ünnepel. – Kelemen Géza: Anglia világgazdasági jelentősége. – Dr. Váczy János: A költészet és ipar. – Strausz Adolf: Nemzeti iparélet. – Kerekes György: Egy perpatvar a XVII. században. – Dr. Szterényi Hugó: Egynehány ritka elem hasznavehetőségéről. – Dr. Hankó Vilmos: A cseppfolyós levegő csodái. – Péter János: A prémek és utánzataik. – Scossa Dezső: A judii. Gondos Viktor: Egy iparos vándorlásai. – Csizik Gyula: A könyv régente. – Tarczai György: Apró történetek. (95 l.) 1904
- 6–7. sz. Szibéria legéjszakkeletibb végén. Névtelenül megjelent eredeti orosz feljegyzésekből fordította Péter János. (96 l.) 1904
- 8. sz. Havas Miksa: Közgazdasági tudnivalók. (45 l.) 1904
- 9–10. sz. Hasznos olvasmányok. Pap János: Zsolnay Vilmos, a pécsi agyagművészeti gyár megalapítója. – Kemény Lajos: A kassai tűgyártó céh. – Tarczai György: Apró történetek. – Hidvégi Benő: Egy vándorló könyvéből. – Vértesy Sándor: A konyha és étkezés történetéből. – Dr. Széchy Ákos: A galvanoplasztikáról. – Seemann Gábor: Az óra története. – Gondos Viktor: Egy iparos vándorlásai. – Dr. Chyzer Béla: A tuberkulózis kérdéséhez. (96 l.) 1904

### XI. évfolyam
- 1. sz. Somogyi Béla: Az ipari szövetkezetek. 1904
- 2–3. sz. Gondos Viktor: Az iparos jogkönyve. 1905
- 4. sz. Bánfi János: Zsigmond király a kassai parketszövőkért. (Kép a középkorban magyar kézműipar köréből. – Vértesy Sándor: Képek a középkori iparosság életéből. 1905
- 5–6. sz. Hasznos olvasmányok. Szmollény Nándor: Klauzál Gábor. – Kerekes György: II. Rákóczi Ferenc szabadságharcának gazdasági megvilágítása. – Seemann Gábor: Az ásványok az ipar szolgálatában. – Lőrinczy György: Gyárak és gépek. – Klucsik István: A babona. – Pap János: A glicerin. – Heller Richárd: A Katód-, Röntgen- és rádium–sugarakról. – Dr. Széchy Ákos: A celluloidról. – Fehér János: A levegőről, mint az egészség fentartásának lényeges kellékéről. – Tarczai György: A céhek világából. Elbeszélések. 1905
- 7–8. sz. Strausz Adolf: Törökország. (Ázsiai rész). Gazdasági tanulmány. (95 l.)
- 9–10. szám. Hasznos olvasmányok. Kerekes György: Ki legyen iparos? – Vértesy Sándor: Néhány lap a középkori iparosok múltjából. – Scossa Dezső: Modern tárcák. – Gondos Viktor: Egy iparos vándorlásai. – Seemann Gábor: Spanyolországról. – Tömörkény István: A kuruzslók. – Tarczai György: A céhek világából. (95 l.) 1905

### XII. évfolyam
- 1–2. sz. Pap János: Az agyagipar technológiája. (96 l.) 1906
- 3–4. sz. Körömy Árpád, dr. Közállapotok a harmincéves háború idején. Wallenstein. (86 l.) 1906
- 5–6. sz. Hasznos olvasmányok. Vértesy Sándor. Az időmérés történetéből. – Kelemen Géza. A külön vámterület és azipar. – Péter János Egy kis szemléltető statisztika. – Dr. Széchy Ákos. Az aluminiumról. – Pap János: A legelő iparművészete. Heller Richárd: A hőmérésről. – Bánfi János: Igazságszolgáltatás a felsőmagyarországi városokban a céhrendszer idejében. (93 l.) 1906
- 7–8. sz. Gondos Sándor és Gondos Viktor: A vasút. (95 l.) 1906
- 9–10. sz. Hasznos olvasmányok. Divald Kornél: Vándorlások a Szepességen. – Erdélyi Sándor: A megtalált becsület. – Vass Domokos: A természeti erők a munka szolgálatában. – Gondos Viktor: A magyar iparos Amerikában. – Heller Richárd: A szemről. – Szmollény Nándor: Közgazdasági közösségünk Ausztriával. (93 l.) 1906

### XIII. évfolyam
- 1–2. sz. Pap János: A különböző agyagárúk gyártása. (84 l.) 1907
- 3–4. sz. Hasznos olvasmányok. Czizik Gyula: Apróságok a művészetről. – Sárándy István: A paraszt csizmadia. – Márton Sándor, dr: Hogyan óvjuk meg egészségünket, munkaképességünket? – Pap János: A baji nagyhordó. (96 l.) 1907
- 5–6. sz. Gondos Viktor, dr: A világipar. (92 l.) 1907
- 7–8. sz. Raffay László: Az asztalosság befejező műveletei. A fa csiszolása, színezése és fényezése. (98 l.) 1907
- 9–10. sz. Hasznos olvasmányok. Dr. Széchy Ákos: Aszfalt. – Heller Richárd: Az elektromos világítás. Kanabé Dezső: A téli álmot alvó állatokról. – Kerekes György: A kassai iparoscéhek életéből. – Jónás János: A munkáról. – Tarczai György: Elbeszélések a céhek világából. (103 l.) 1907

### XIV. évfolyam
- 1–2. sz. Hasznos olvasmányok. Lőrinczy György: Az örök harcban. – Kerekes György: A polgárság szerepe az emberiség és a nemzetek életében. – Sárándy István: Kajdi Tamás fogsága. – Pacséry Károly: A jó modorról. – Heller Richárd: A mesterséges világításról. – Vértesy Sándor: Régmúlt időkből. (100 l.) 1908
- 4–5. sz. Gondos Viktor, dr.: Közgazdasági képek Amerikából. (78 l.) 1908
- 6. sz. Péter Jenő: Az asztalos mesterség fejlődése. Ipartörténeti vázlat. (54 l.) 1908
- 7–8. sz. Hasznos olvasmányok. Kerekes György: A kassai iparos céhek életéből. – Clementis László: Művelődéstörténeti képek Magyarország őskorából. – Sárándy István: Képek az életből. – Firbás Nándor: Csevegés a földről. – Sárándy István: Egy pár szattyán cipő. U. a. A civisek kincse. (96 l.) 1908
- 9. sz. Tarczai György: Elbeszélések a céhek világából. (51 l.) 1908
- 10. sz. Klein Jakab: Az oszloprendszer és függélyes tagozások. (52 l.) 1908

### XV. évfolyam
- 1. sz. Hegedüs Zsigmond: A sztrájk. Elbeszélés az iparosok életéből. (48 l.) 1909
- 2–3. sz. Halasi Sándor: Textilipari tájékoztató. (95 l.) 1909
- 4–5. sz. Hasznos olvasmányok. Csizik Gyula. Népművészet. – Lőrinczy György: Vasárnapi ördögök. – Dr. Széchy Ákos: A grafitról. – Kerekes György: Régi városi gazdálkodás. – Dömötör István: Kármán a hegedűs. – Bánfi János: Régi családi élet. – Firbás Nándor: Szórakozás a természetben. (99 l.) 1909
- 6. sz. Klein Jakab: Építészeti alaktan. III. rész. A falmezők és falnyílások. (52 l.) 1909
- 7–8. sz. Hasznos olvasmányok. Mártonfy Marcel: Reformkérdések a szabadalmi jog köréből. – Hidvégi Benő: Két úrfi. – Sárándy István: A gubás-céh kincse. – Dömötör István: A megnemesített ipar. – Rózsa Károly: A Balkán-félsziget. – Seemann Gábor: A világító gáz. – Dömötör István: Művészet és az utca. (96 l.) 1909
- 9–10. sz. Hasznos olvasmányok. Vértesy Sándor: A miskolci zsidó céh. – Kelemen Géza: Az ipar imperiálizmusa. – Sárándy István: Kovács Julis lakodalma. – Tarczai György: Apró történetek. (94 l.) 1909

### XVI. évfolyam
- 1–2. sz. Klemp Gusztáv: Timárság. (84 l.) 1910
- 3–4. sz. Hasznos olvasmányok. Csizik Gyula: A legrégibb iskolázási műveltség Magyarországon. – Bánfi János: Polgári viselet a XV–XVII. évszázadokban. – Pap János: A széngáz. – Seemann Gábor: Utazásom Madridba. – Tarczai György: Apró történetek. (96 l.) 1910
- 5–6. sz. Péter Jenő: A vas. Száz esztendő története. (92 l.) 1910
- 7. sz. Móricz Zsigmond: Munkácsy Mihály. (48 l.) 1910
- 8. sz. Kerekes György: Bepillantás Kassa régi céhéletébe. (1597–1647.) (48 l.) 1910
- 9–10. sz. Hasznos olvasmányok. Sárándy István: A métely. – Zulawszky Andor: Az iparoktatás Magyarországon. – Várnay Sándor: Egy magyar iparos és feltaláló viszontagságai a múlt században. – Dr. Széchy Ákos: Az aranyról. – Heller Richárd: Kisebb házi állatainkról. – Gelléri Mór: Harc az ipari ízléstelenségek ellen. – Tarczai György: Apró történetek. (96 l.) 1910

### XVII. évfolyam
- 1–2. Hasznos olvasmányok. Somló Jenő: Gelléri Mór. – Tarczai György: Apró történetek Besztercebánya múltjából. – Kelemen Géza: Boltosok és katonák. Kerekes György: Kassa kuruckori szenvedéseiből. – Bánfi János: Egy ezermester. – Orell Géza: A Ganz-gyár. 92 l.
- 3. Hegedüs Zsigmond: Munka közben. Elbeszélés az iparosok életéből. 56 l.
- 4. Hercsuth Kálmán: Fadrusz János élete és művészete. 44 l.
- 5–6. Vértesy Sándor: Kultúrképek. 77 l.
- 7–8. Hasznos olvasmányok. Sárándy István: A nyírbátori nagyvásár. – Seemann Gábor: Az erjedésről. – Kerekes György: Kassa legszomorúbb napjaiból. – Orell Géza: A selyem. – Orell Géza: A posta története. – Kelemen Géza: Gazdasági imperializmus. – Bánfi János: Mesterségek az eszkimóknál. 104 l.
- 9. Tarczai György: Zsigmond király franciái. 46 l.
- 10. Hajnóczy Iván: A céhek életéből. 15. és 16. századbeli céhszabályok. 47 l.

### XVIII. évfolyam
- 1–2. Resofszky Viktor: Az asztalosság költségvetéstana, különös tekintettel a kisiparra. 84 l.
- 3. Orell Géza: A technológia köréből. 52 l.
- 4–5. Hasznos olvasmányok. Serényi Gusztáv: Égitest és szappanbuborék. – Valentényi Gáspár: Hogyan lett a céhes legény mesterré? – Bánfi János: A fájdalom és annak leküzdésére szolgáló eszközök. – Seemann Gábor: Számítások a vegytan köréből. – Heller Richárd: Ruházkodásunkról. – Bánfi János: Az ősember. – Seemann Gábor: Tudnivalók a holdról. 92 l.
- 6. Tarczai György: Apró történetek. 48 l.
- 7. Kerekes György: Kassa város gazdálkodási viszonyai a 17. században. 55 l.
- 8–9. Simkó Endre: Az emberiség jótevői. Nevesebb felfedezők a természettudományok és az ipar terén. 83 l.
- 10. Cserjési Károly: Az ötvösség technológiája. 48 l.

### XIX. évfolyam
- 1–2. Gondos Viktor: Ipari és műszaki oktatás az Egyesült Államokban. 80 l.
- 3–4. Kerekes György: Kassa polgársága, ipara és kereskedése a középkor végén. (A lengyel-magyar kereskedelem fénykora.) 109 l.
- 5–7. Csizik Gyula: Budapest székesfőváros múltjából és jelenéből. (Történet és statisztika.) 135 l.
- 8. Cserjési Károly: Az ötvösművészet. 2. rész. Drágakövek. 50 l.
- 9–10. Hasznos olvasmányok. Valentinyi Gáspár: A céhbeli inas és legény. – Kemény Lajos: Szilassy János. – Seemann Gábor: A szappan. – Pap János: Az üstökös. – Tarczai György: Apró történetek. – Kerekes György: Kassa város gondoskodása az iparosok és kereskedők elárusításáról a 17. században. – Seemann Gábor: A pamutfonás. – Heller Richárd: Az egészséges lakásról. 96 l.

### XX. évfolyam
- 1. Csizik Gyula: Számok és mennyiségek. A kicsiny és a nagy. 47 l.
- 2. Zoltán Vilmos: Hasznos olvasmányok. A régi vármegyékből. Politikai és művelődéstörténeti képek. Levéltári kutatások alapján. 48 l.
- 3–4. Nógrády László: Az alkohol. 95 l.
- 5–6. Zoltán Vilmos: Hasznos olvasmányok. A növényvilág csodái. 95 l.
- 7–8. Hasznos olvasmányok. Seemann Gábor: Hazánk középkori várkútjai. – Kerekes György: Kassa mint hűbérúr. – Seemann Gábor: A keményítő. – Pap János: A meteor. – Kemény Lajos: Kassai portörők céhszabályai. – Seemann Gábor: Az ötvösművészet köréből. – Heller Richárd: A természet erői az ember szolgálatában. – Seres Imre: A gond. 94 l.
- 9–10. Glenn A. S.: Amerikai levelek. Gondos Viktor előszavával. 92 l.

### XXI. évfolyam
- 1–3. Steinhofer Károly: A könyv története. 1. r. A magyar könyvnyomtatás és könyvkereskedelem rövid története a legrégibb időktől napjainkig. 124 l.
- 4–5. Csizik Gyula: A Biedermeier és az újabb stílusfejlődés. 99 l.
- 6–7. Hasznos olvasmányok. Kerekes György: A középkori kereskedelem viszontagságai. – Valentinyi Gáspár: A céhes mester. – Heller Richárd: Az ivóvízről. – Seemann Gáspár: A szövés. – Pap János: A kalotaszegi varrottas. – Seemann Gábor: A dohány. – Seemann Gábor: A zsír. – Tarczai György: A látókői medve. 96 l.
- 8–9. Lambrecht Kálmán: A magyar malmok könyve. Tört. anyag. 48 képpel. 99 l.
- 10. Kerekes György: A kassai polgárok zaklatása a 17. sz. közepén. Adalékok a magyar városfejlesztés akadályaihoz. 48 l.

### XXII. évfolyam
- 1. Polgár Iván: Magyarország és a Balkán-félsziget. 42 l.
- 2–4. Somló Jenő: A magyar munkásbiztosítás. Népies ismertetés gyakorlati útmutatásokkal és példákkal. 135 l.
- 5–6. Steinhofer Károly: A könyv története. 2. köt. A könyv történeti fejlődése. 94 l.
- 7. Szelényi Ödön: Tessedik Sámuel élete és munkássága. (1742–1820.) 51 l.
- 8. Kerekes György: Polgárosztályunk kifejlődésének nehézségei a 17. században. Kassa előkészítése a Rákóczi-fölkelésre. (1688–1700.) 43 l.
- 9–10. Hasznos olvasmányok. Zoltán Vilmos: A régi és az új fegyverekről. – Tarczai György: Apró történetek. – Zoltán Vilmos: Déloroszországi flóra a kis Magyar-Alföldön. – Kerekes György: Kassa 17. századbeli ipari és kereskedelmi forgalmából. – Heller Richárd: A kakaó és a csokoládé. – Heller Richárd: Természettudományi apróságok. 93 l.

### XXIII. évfolyam
- 1–2. Hasznos olvasmányok. Tarczai György: András deák szerencséje. – Kerekes György: Gondolattöredékek a nagy háború alatt. – Kerekes György: Hogyan lett az angol a világ ura? – Seemann Gábor: Utazásom a holdban. – Pap János: A tűz. – Heller Richárd: A nitrogénről. 96 l.
- 3. Lasz Samu: A panama-csatorna. A Kaukázus. A nap országából. 48 l.
- 4. Csizik Gyula: A reklám. 48 l.
- 5–6. Nógrády László: A gyermek. 98 l.